# Baktalórántháza
Baktalórántháza – miasto powiatowe w komitacie Szabolcs-Szatmár-Bereg w północno-wschodnich Węgrzech. 

## Położenie
Baktalórántháza leży w centrum wysoczyzny Nyírség. Przez miasto przebiega droga krajowa nr 41 z Nyíregyháza do Vásárosnamény, od której odbijają lokalne drogi do Kisvárda i do Nyírbátor. Przez Baktalórántháza biegnie również linia kolejowa z Nyíregyháza do Vásárosnamény. 

## Historia
Osadnictwo w okolicach Baktalórántháza datuje się od epoki brązu. Pierwsza pisemna wzmianka o osadzie Bakta (później Nyírbakta) pochodzi z 1271, osada Lórántháza jest znana od XVI wieku. W 1282 w osadzie zbudowano kościół. Osada pozostawała w rękach rodu Bethlen, następnie Károlyi, a ostatnio (do 1945) – Dégenfeld. Rozwój miasta zaczął się w XIX wieku, gdy przeprowadzono przez nie linię kolejową. W 1932 połączono wsie Nyírbakta i Lórántháza. Prawa miejskie osada uzyskała w 1993. 

## Zabytki
W Baktalórántháza zachowały się pałac z początku XVII wieku, późnobarokowa cerkiew greckokatolicka z 1842 i zbór prezbiteriański z początku XVII wieku.

## Miasta partnerskie
- Łańcut
- Ráckeve